# Gräfstaviken
Gräfstaviken är en sjö i Norrtälje kommun i Uppland och ingår i Broströmmens huvudavrinningsområde.